# 福岡市立住吉小学校
福岡市立住吉小学校（ふくおかしりつ すみよししょうがっこう）は、福岡県福岡市博多区住吉にあった小学校。
2015年（平成27年）4月に小・中学校を統合した福岡市立住吉小中学校となった。

## 所在地
- 福岡県福岡市博多区住吉4丁目18番1号

## 沿革
- 1912年（大正元年） - 住吉尋常高等小学校より分離開校。
- 1935年（昭和10年） - 東住吉小学校を分離。
- 1957年（昭和32年） - 美野島小学校を分離。
- 2012年（平成24年）4月 - 美野島小学校を統合（条例上は新設合併扱い）。
- 2015年（平成27年）4月 - 美野島小学校跡地に新校舎を建設し、小・中学校を統合した「福岡市立住吉小中学校」となる（施設一体型のため、条例上は移転扱い）[1]。

## 学校周辺
- 住吉神社
- 精華女子高等学校
- 那珂川
- 福岡県道553号東光寺竹下春吉線

## 備考
- 2015年4月に新校舎に移転するより前は、校内放送チャイムに旧校歌（2012年の美野島小学校統合以前のもの）を使用していた。